# ダルラン・エンリケ・ロペス
ダルラン（Darlan）ことダルラン・エンリケ・ロペス（Darlan Henrique Lopes、1988年11月18日 - ）は、ブラジル・サンタカタリーナ州出身のフットサル選手。名古屋オーシャンズ所属。フットサルブラジル代表。ポジションはピヴォ・アラ。

## 経歴
2006年、コロナ・ジョインヴィレでデビューした。2007年からはADジャラグアで3年間、2010年からはADCインテリで3年間プレーした。
2013年末にはロシアのPMFKシビリャクに移籍し、2013-14シーズンと2014-15シーズンのロシア・フットサルスーパーリーグでは3位となった。
2015年6月にはスペインのインテルFSに移籍した。2015-16シーズンには公式戦49試合に出場して14得点を挙げ、スーペルコパ・デ・エスパーニャ、コパ・デ・エスパーニャ、プリメーラ・ディビシオンで優勝した。2016-17シーズンには公式戦42試合に出場して13得点を挙げ、UEFAフットサルカップで優勝した。
2018年にはカルロス・バルボーザに移籍した。2018年シーズンはリーグ戦9試合に出場して4得点、2019年シーズンはリーグ戦21試合に出場して10得点した。
2020年にはロシアのMFKノリリスキイ・ニケリに移籍した。2019-20シーズンは公式戦11試合に出場して4得点、2020-21シーズンは公式戦13試合に出場して10得点を挙げた。
2022年3月、日本フットサルリーグの名古屋オーシャンズに移籍した。6月に開催されたFリーグ オーシャンカップでは決勝で立川アスレティックFCを破って優勝し、自身は6得点を挙げて得点王に輝いた。
2022年8月、フットサルブラジル代表に招集される。

## 所属クラブ
- 2006-2007  コロナ・ジョインヴィレ
- 2007-2010  ADジャラグア
- 2010-2013  ADCインテリ
- 2013-2015  PMFKシビリャク
- 2015-2017  インテルFS
- 2017-2018  PMFKシビリャク
- 2018-2019  カルロス・バルボーザ
- 2020-2021  MFKノリリスキイ・ニケリ
- 2022-  名古屋オーシャンズ

## 代表歴
U-20ブラジル代表
- 2008 U-20南米選手権

 ブラジル代表
- 2018年、2022年

## タイトル
ADCインテリ
- リーガ・ナシオナル : 2012, 2013

 インテルFS
- スーペルコパ・デ・エスパーニャ : 2015-16
- コパ・デ・エスパーニャ : 2015-16, 2016-17
- プリメーラ・ディビシオン : 2015-16, 2016-17
- UEFAフットサルカップ : 2016-17

 MFKノリリスキイ・ニケリ
- ロシア・フットサルカップ : 2019-20

 名古屋オーシャンズ
- Fリーグ オーシャンカップ : 2022
- Fリーグ オーシャンカップ得点王 : 2022